# آرزوی قلبی
آرزوی قلبی (به هندی: Manmarziyaan) فیلمی محصول سال ۲۰۱۸ و به کارگردانی آنورانگ کاشیاپ است. در این فیلم بازیگرانی همچون آبیشک باچان، ویکی کائوشال، تاپسی پانو ایفای نقش کرده‌اند.